# Батурово
Бату́рово (рос. Батурово) — село у складі Шелаболіхинського району Алтайського краю, Росія. Входить до складу Кучуцької сільської ради.

## Населення
Населення — 400 осіб (2010; 438 у 2002).
Національний склад (станом на 2002 рік):
- росіяни — 98 %